# Vila Oliveto
Vila Oliveto nalazi se u Olivetu u blizini Civitelle in Val di Chiana.

## Povijest
Vila se nalazi na brdima koja se spuštaju od Civitelle prema Valdichiani, odmah izvan zidina grada Oliveta.
Sadašnja zgrada rezultat je intervencije iz 19. stoljeća, vjerojatno izvedene na prethodnoj seoskoj kući.
Vila je okružena romantično inspiriranim parkom, s uočljivim cedrovima i hrastovima crnike, s vijugavom stazom koja se spušta od glavnog pročelja do terasastih maslinika. Zgrada je izgrađena i bila je rezidencija grofova Barbolani iz Montautoa. Zgradu je 1927. godine kupila ju je obitelj Mazzi. Godine 1934. vila je korištena kao paravojni logor za obuku ustaša.

### Logor za interniranje Židova i stranih civila (1940.-1944.)
Na početku Drugog svjetskog rata u lipnju 1940., vila je odabrana za mjesto internirajućeg logora za strane civile i Židove. Objekt je imao kapacitet od otprilike 70 ljudi. Nedostatak sanitarnih i higijenskih usluga, kronični nedostatak vode i neadekvatne kuhinje učinili su životne uvjete u logoru izuzetno nesigurnima. Dolazak židovskih obitelji iz Libije 28. siječnja 1942. (ukupno 51 osoba) dodatno je otežao situaciju, s obzirom na prisutnost djece i trudnica. U lipnju 1942. odlučeno je da će objekt biti rezerviran samo za njih, a svi ostali internirani bit će prebačeni na druge lokacije.
Padom fašizma ljeti 1943., vrata logora su privremeno otvorena, ali većina interniranih ostala je tamo, nemajući kamo drugdje otići. Dana 23. studenog 1943., sada pod kontrolom Talijanske Socijalne Republike, logor je preuzeo funkciju provincijskog koncentracijskog logora, kao uvod u deportaciju. Dana 5. veljače 1944. godine, oko šezdeset ljudi odvedeno je iz logora u zatvor u Firenci, a zatim u logor Fossoli. Kako su bili Židovi engleske nacionalnosti, nisu bili osuđeni na smrt u Auschwitzu, već su deportirani kao taoci u koncentracijski logor Bergen-Belsen, gdje su živjeli 4 mjeseca prije oslobođenja. Logor Oliveto, u kojem je ostalo samo desetak ljudi, konačno je zatvoren u svibnju-lipnju 1944. godine. 
Obitelj Mazzi prodala je nekretninu 1980. godine Općinskoj upravi Civitelle in Val di Chiana, koja je zgradu odredila za sjedište Dokumentacijskog centra o koncentracijskim logorima.

## Vanjske poveznice
Ostali projekti
|  | Zajednički poslužitelj ima još gradiva o temi Vila Oliveto |